# Neelambur
Neelambur es una ciudad censal situada en el distrito de Coimbatore en el estado de Tamil Nadu (India). Su población es de 8382 habitantes (2011). Se encuentra a 17 km de Coimbatore.

## Demografía
Según el censo de 2011 la población de Neelambur era de 8382 habitantes, de los cuales 4109 eran hombres y 4273 eran mujeres. Neelambur tiene una tasa media de alfabetización del 78,52%, inferior a la media estatal del 80,09%: la alfabetización masculina es del 85,90%, y la alfabetización femenina del 7141%.